# Мамалаєво
Мамала́єво (рос. Мамалаево, чув. Кивĕ Мĕлĕш) — присілок у складі Вурнарського району Чувашії, Росія. Входить до складу Кольцовського сільського поселення.
Населення — 210 осіб (2010; 269 у 2002).
Національний склад:
- чуваші — 96 %